# Teal'c
Teal'c (rođen oko 1899.) je izmišljeni lik u znanstveno fantastičnoj TV seriji Zvjezdana vrata SG-1.
Teal'c je pripadnik naroda Jaffa te se smatra vrhunskim poznavaocem Goa'ulda. Isprva je služio sistemskom lordu Goa'ulda Apofisu, ali je nakon susreta sa SG-1 timom u epizodi "Djeca Bogova" prešao na stranu Zemljana i priključio se SG-1 timu (nakon što je uvidio da on može biti ključ oslobađanja svog naroda od Goa'ulda). Njegovo ime znači "snaga". Teal'c je star više od stotinu godina i njegova duga služba Goa'uldima mu je omogućila da upozna različite jezike, kulture, oružja, tehnologije i druge stvari koje su od velike važnosti za SG-1 tim.